# وایتستون (آلاسکا)
وایتستون (به انگلیسی: Whitestone) یک منطقهٔ مسکونی در ایالات متحده آمریکا است که در Southeast Fairbanks Census Area واقع شده‌است. وایتستون ۹۷ نفر جمعیت دارد و ۲۹۹٫۹۳ متر بالاتر از سطح دریا واقع شده‌است.